# Área metropolitana de Alicante-Elche
El área metropolitana de Alicante-Elche cuenta con 870.972 habitantes (2023), siendo la octava área metropolitana de España por población, por detrás de las de Madrid, Barcelona, Valencia, Sevilla, Málaga, Bilbaoy Zaragoza, si atendemos a sus planes autonómicos territoriales metropolitanos ya que son las comunidades autónomas las que tienen las competencias en gestión territorial metropolitana.
Se trata del conjunto de las áreas urbanas de Alicante (512 352) y Elche (358 620), formando un área bipolar o policéntrica. 
Su definición es oficial y está basada en su propio Plan de Acción Territorial (PAT).
Está localizada al sur de la Comunidad Valenciana, en el sudeste de España y se caracteriza por una fuerte expansión urbanística y crecimiento poblacional durante las últimas décadas.
Mientras que en el área de Alicante predomina el sector servicios, en la de Elche, es el sector industrial el que tiene más peso.
Actualmente la conforman los siguientes municipios: Agost, Aguas de Busot, Alicante, Aspe, Busot, Campello, Catral, Crevillente, Dolores, Elche, Hondón de las Nieves, Hondón de los Frailes, Jijona, Muchamiel, San Fulgencio, San Juan de Alicante, Santa Pola, San Vicente del Raspeig, Tibi y Torremanzanas.

## Definición

### PATAE
El Plan de Acción Territorial del área funcional de Alicante-Elche o PATAE define un área común focalizada en los municipios de Alicante y Elche que abarcaría las siguientes localidades:
| Entidad                           | 2023    | Dif. 1 año | Dif. 20 años | 2022    | 2003    |
| --------------------------------- | ------- | ---------- | ------------ | ------- | ------- |
| Área metropolitana Alicante-Elche | 870.972 | 18.702     | 136.975      | 852.270 | 715.295 |
| Área urbana de Alicante           | 512.352 | 13.875     | 76.617       | 498.477 | 421.860 |
| Alicante                          | 350.598 | 10.338     | 34.349       | 340.260 | 305.911 |
| San Vicente del Raspeig           | 59.964  | 707        | 16.610       | 59.257  | 42.647  |
| El Campello                       | 30.158  | 615        | 7.782        | 29.543  | 21.761  |
| Muchamiel                         | 27.075  | 797        | 9.307        | 26.278  | 16.971  |
| San Juan de Alicante              | 25.244  | 771        | 6.366        | 24.473  | 18.107  |
| Jijona                            | 7.029   | 162        | -502         | 6.867   | 7.369   |
| Agost                             | 5.069   | 121        | 497          | 4.948   | 4.451   |
| Busot                             | 3.512   | 188        | 1.326        | 3.324   | 1.998   |
| Tibi                              | 1.829   | 83         | 447          | 1.746   | 1.299   |
| Aguas de Busot                    | 1.144   | 57         | 450          | 1.087   | 637     |
| Torremanzanas                     | 730     | 36         | -15          | 694     | 709     |
| Área urbana de Elche              | 358.620 | 4.827      | 60.358       | 353.793 | 293.435 |
| Elche                             | 238.285 | 1.960      | 29.162       | 236.325 | 207.163 |
| Santa Pola                        | 37.839  | 1.527      | 14.059       | 36.312  | 22.253  |
| Crevillente                       | 30.092  | 245        | 3.587        | 29.847  | 26.260  |
| Aspe                              | 21.469  | 305        | 3.741        | 21.164  | 17.423  |
| San Fulgencio                     | 9.680   | 311        | 3.669        | 9.369   | 5.700   |
| Catral                            | 9.342   | 325        | 3.421        | 9.017   | 5.596   |
| Dolores                           | 7.886   | 88         | 1.237        | 7.798   | 6.561   |
| Hondón de las Nieves              | 2.720   | 19         | 931          | 2.701   | 1.770   |
| Hondón de los Frailes             | 1.307   | 47         | 551          | 1.260   | 709     |

## Historia

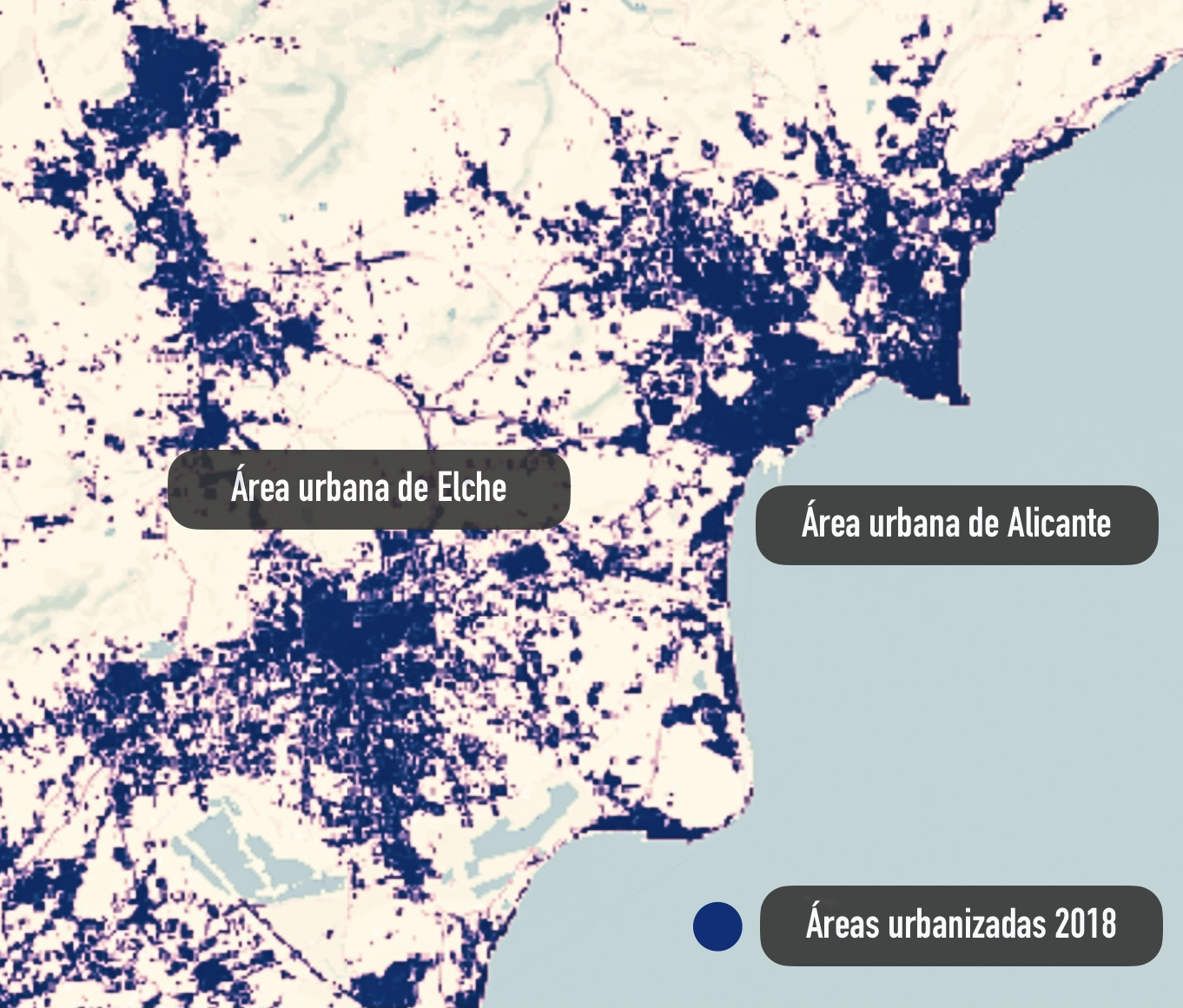
Infografía con distribución y zonas urbanizadas en el entorno metropolitano de Alicante-Elche. CNIG CORINNE LAND COVER 2018

Debido al crecimiento urbanístico y económico, fue en 1993 cuando la Consejería de Territorio elaboró los primeros documentos para regular esta área metropolitana que en aquel entonces fue denominada como triángulo Alicante-Elche-Santa Pola.
En 1995 aparecería por primera vez el PATEMAE, Plan de Acción Territorial del Entorno Metropolitano de Alicante y Elche, siendo en 2016 su última modificación incluyendo los municipios que lo conforman actualmente y pasando a denominarse PATAE.
En esta última revisión se incluyeron los municipios que tenían mayor movilidad laboral con Elche y poder así equilibrar el peso de las dos áreas urbanas principales dentro del área metropolitana común.
En los primeros planes sí estaban incluidos todos los municipios que tenían relación con Alicante, mientras que no era así con todos los de Elche, de forma que se puso énfasis en seguir creando un área metropolitana descentralizada de Alicante y con un carácter policéntrico. 

## Movilidad e Infraestructuras

### Infraestructuras viarias
Actualmente está servida por varias autovías interurbanas y de circunvalación, las más relevantes son:
- A-70  Circunvalación de Alicante: Se trata de la principal circunvalación de Alicante que acaba su recorrido en Elche.
- AP-7  Segunda circunvalación de Alicante: Es una segunda circunvalación de Alicante, más orbital, que circunvala buena parte del área metropolitana.
- A-79   CV-86  Vía Parque Alicante-Elche: Es una vía urbana directa directa entre Alicante y Elche, más permeable y que da servicio a los polígonos industriales y núcleos urbanos diseminados que se encuentran entre ambas ciudades.

### Autobuses
Aunque hay líneas interurbanas que conectan las áreas de Alicante y Elche, tanto Alicante como Elche tienen su propia red de autobuses urbanos e interurbanos:
- MIA - Movilidad Inteligente de Alicante:[17] Cuenta con 49 líneas, incluyendo las urbanas, metropolitanas y nocturnas.[18]
- Transporte urbano y periurbano de Elche: Cuenta con 36 líneas, incluyendo las urbanas, periurbanas y nocturnas.

### Ferrocarril

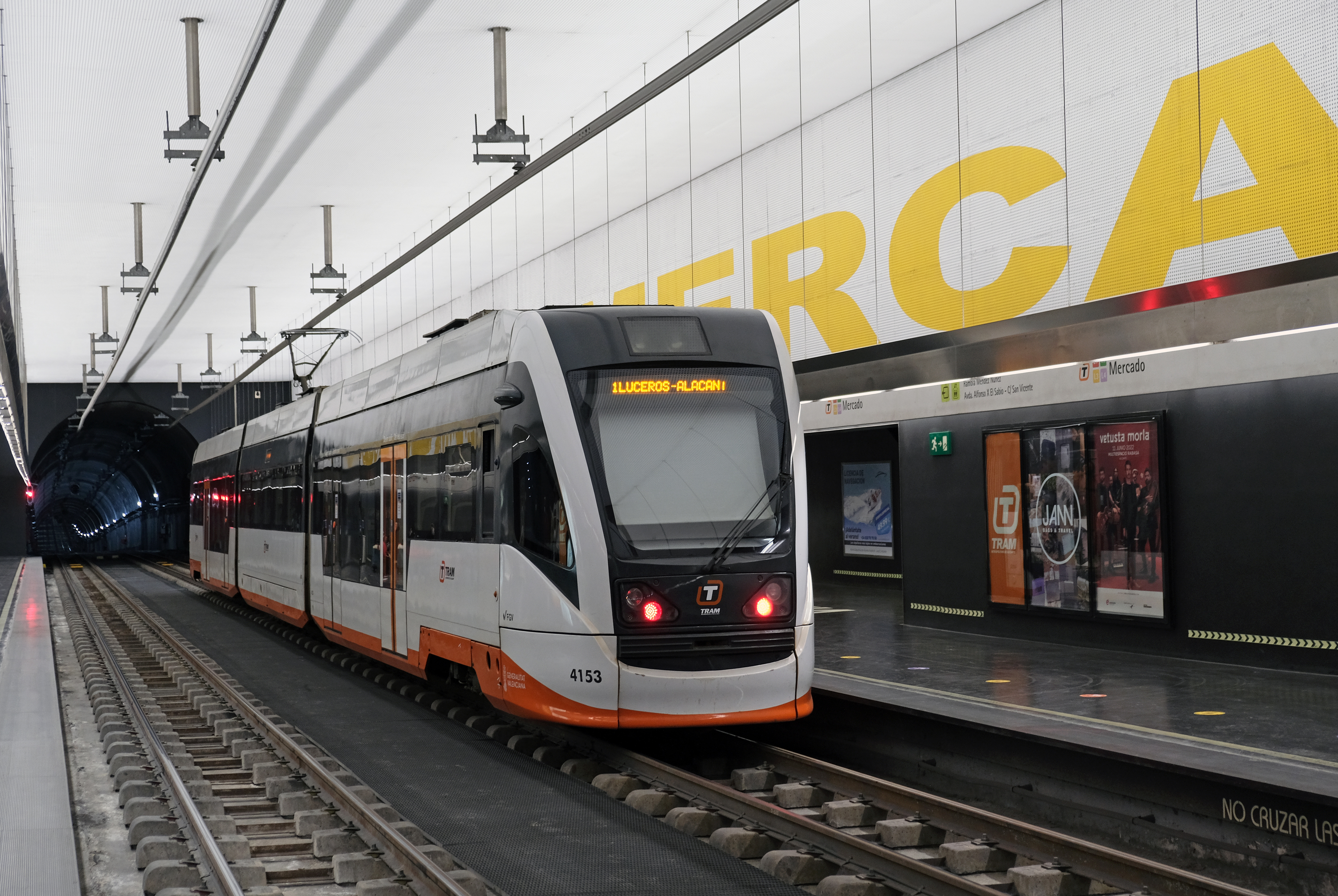
Estación de Mercado del Tram Metropolitano

Respecto al transporte ferroviario se encuentra servida por: 
- Red de Cercanías RENFE: Se trata de un servicio de tren de cercanías que conecta Alicante, Elche y a su vez las universidades de Alicante (San Vicente del Raspeig) y Elche con todo el eje Alicante-Murcia. Consta de 3 líneas, dos de las cuales tienen cabecera en Alicante y una de ellas conecta directamente Elche con Alicante.
- TRAM Metropolitano de Alicante: Es el servicio ferroviario metropolitano de Alicante, que combina metro ligero, tren-tram y tranvía. Conecta con su área urbana y toda la parte norte de la Costa Blanca hasta a Benidorm y Denia. Consta de 6 líneas, 5 de las cuales tienen su cabecera en Alicante. En 2022, más de 13 millones de viajeros usaron esta red de transporte.[19]
- Avant: Servicio de alta velocidad ferroviaria regional, conecta el eje Alicante-Elche-Murcia con servicios semidirectos y rápidos con una frecuencia de 10 veces al día por sentido.

Existen dos estaciones de alta velocidad ferroviaria, una en Alicante (Alicante-Término) y otra en Elche (Elche-Alta velocidad). En conjunto, desde las 2 estaciones salen o llegan 88 trenes de alta velocidad ferroviaria de larga distancia o corta distancia, al día.

### Aeropuerto

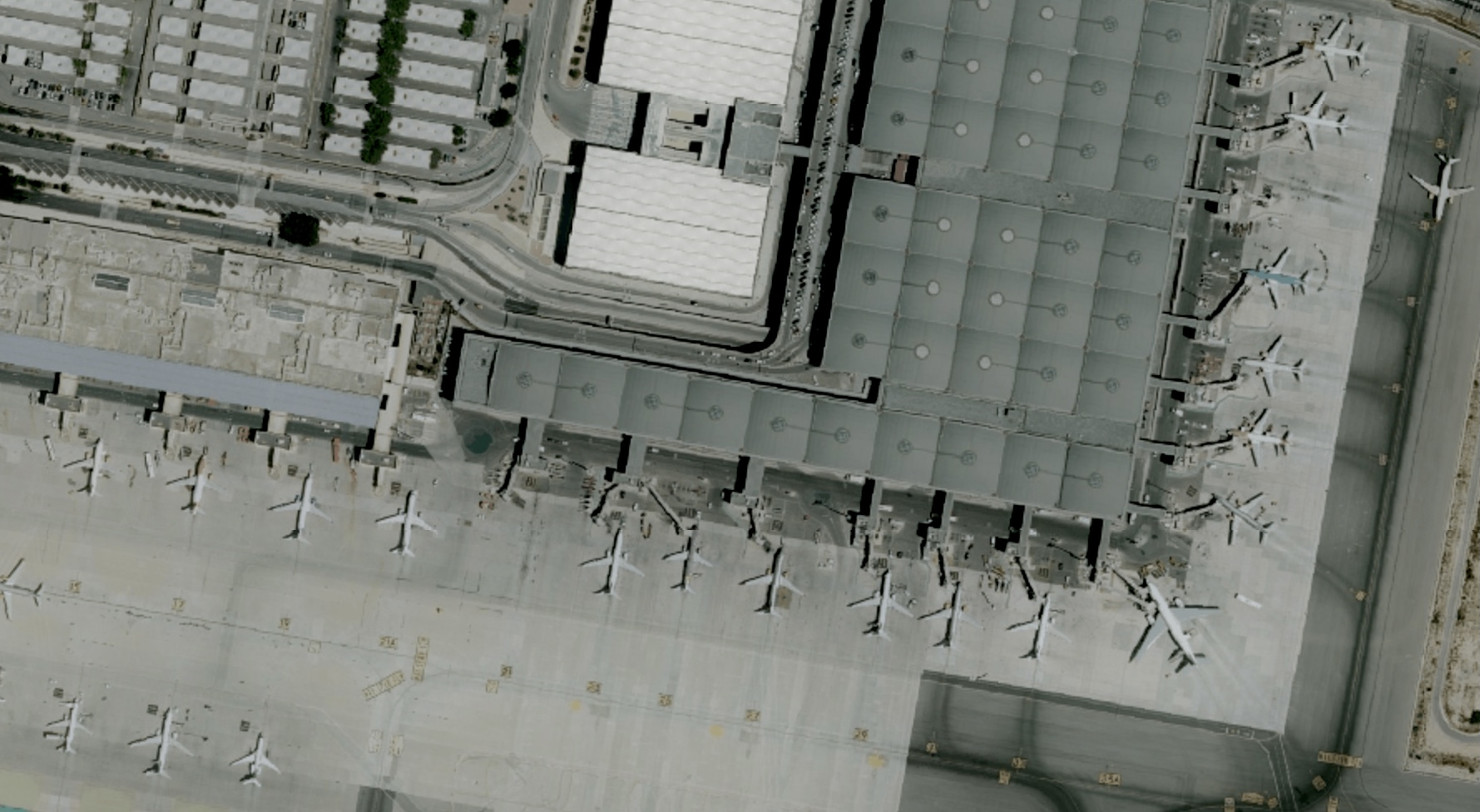
Aeropuerto de Alicante-Elche. Ortofoto 2019 CC BY 4.0 © Institut Cartogràfic Valencià, Generalitat

El Aeropuerto de Alicante-Elche Miguel Hernández es el principal foco de transporte, siendo el quinto aeropuerto más transitado de España y primero de la Comunidad Valenciana.
Actualmente es transitado por más de 15 millones de pasajeros y sirve más de 125 destinos directos. 
También es considerado por el Consejo Internacional de Aeropuertos, como el mejor aeropuerto de Europa en la categoría de aeropuertos por los que transitan entre 15 y 25 millones de pasajeros al año.

### Puerto
Desde el puerto de Alicante operan ferris de pasajeros y vehículos que conectan la ciudad con los puertos de Argel, Orán y Mostaganem, todos ellos en Argelia. Estas líneas transportan unos 150.000 pasajeros anuales.
También existen líneas privadas de catamaranes que unen regularmente los puertos de Alicante y Santa Pola con la isla de Tabarca, única habitada de la Comunidad Valenciana, transportando hasta 200.000 mil pasajeros anuales.

## Movilidad laboral
Según datos del Censo de población y viviendas del INE, con fecha de 2021, un 45,9% de la población del área metropolitana trabajaba en un municipio distinto al de residencia dentro de la misma provincia.
Este porcentaje es bastante alto lo que denota una gran movilidad laboral en la zona. Los municipios que actúan como ciudad dormitorio, son más dependientes y tienen porcentajes más altos, mientras que los dos municipios cabecera, Alicante (30,5%) y Elche (39,2%), tienen los porcentajes más bajos debido a que son los otros municipios los que orbitan en torno a ellos. 
De este censo, al ofrecer datos desglosados por tamaño del municipio, también se desprende que un 7,5% de los ocupados residentes en Alicante (8.946), trabajaba en Elche, mientras que un 17,5% de los ocupados residentes en Elche (15.033), se desplaza diariamente para trabajar a Alicante.
| Municipio de residencia | Ocupados | Mismo municipio al de residencia                                                                                 | Distinto municipio de la misma provincia                                                                         | % distinto municipio                                                                                             |
| ----------------------- | --- | --- | --- | --- |
| Total                   | 303.771 | 136.971 | 139.398 | 45,9 |
| Alicante                | 119.493 | 71.538 | 36.390 | 30,5 |
| Elche                   | 85.728 | 44.682 | 33.633 | 39,2 |
| San Vicente del Raspeig | 23.832 | 5.391 | 16.704 | 70,1 |
| Santa Pola              | 11.895 | 3.663 | 7.044 | 59,2 |
| Muchamiel               | 10.662 | 1.677 | 8.151 | 76,4 |
| El Campello             | 10.560 | 2.040 | 7.527 | 71,3 |
| Crevillente             | 10.152 | 3.921 | 5.265 | 51,9 |
| San Juan de Alicante    | 9.420 | 1.533 | 7.002 | 74,3 |
| Aspe                    | 7.743 | 2.517 | 4.602 | 59,4 |
| Catral                  | 3.108 | | 2.835 | 91,2 |
| Dolores                 | 2.706 | 2.448 | 90,5 | |
| Jijona                  | 2.367 | 2.139 | 90,4 | |
| Agost                   | 1.887 | 1.767 | 93,6 | |
| San Fulgencio           | 1.746 | 1.623 | 93,0 | |
| Busot                   | 1.023 | 951 | 93,0 | |
| Hondón de las Nieves    | 729 | 663 | 90,9 | |
| Tibi                    | 714 | 645 | 90,3 | |
| Torremanzanas           | El INE suprime o redondea la información de algunos municipios o datos para salvaguardar el secreto estadístico. | El INE suprime o redondea la información de algunos municipios o datos para salvaguardar el secreto estadístico. | El INE suprime o redondea la información de algunos municipios o datos para salvaguardar el secreto estadístico. | El INE suprime o redondea la información de algunos municipios o datos para salvaguardar el secreto estadístico. |

## Economía

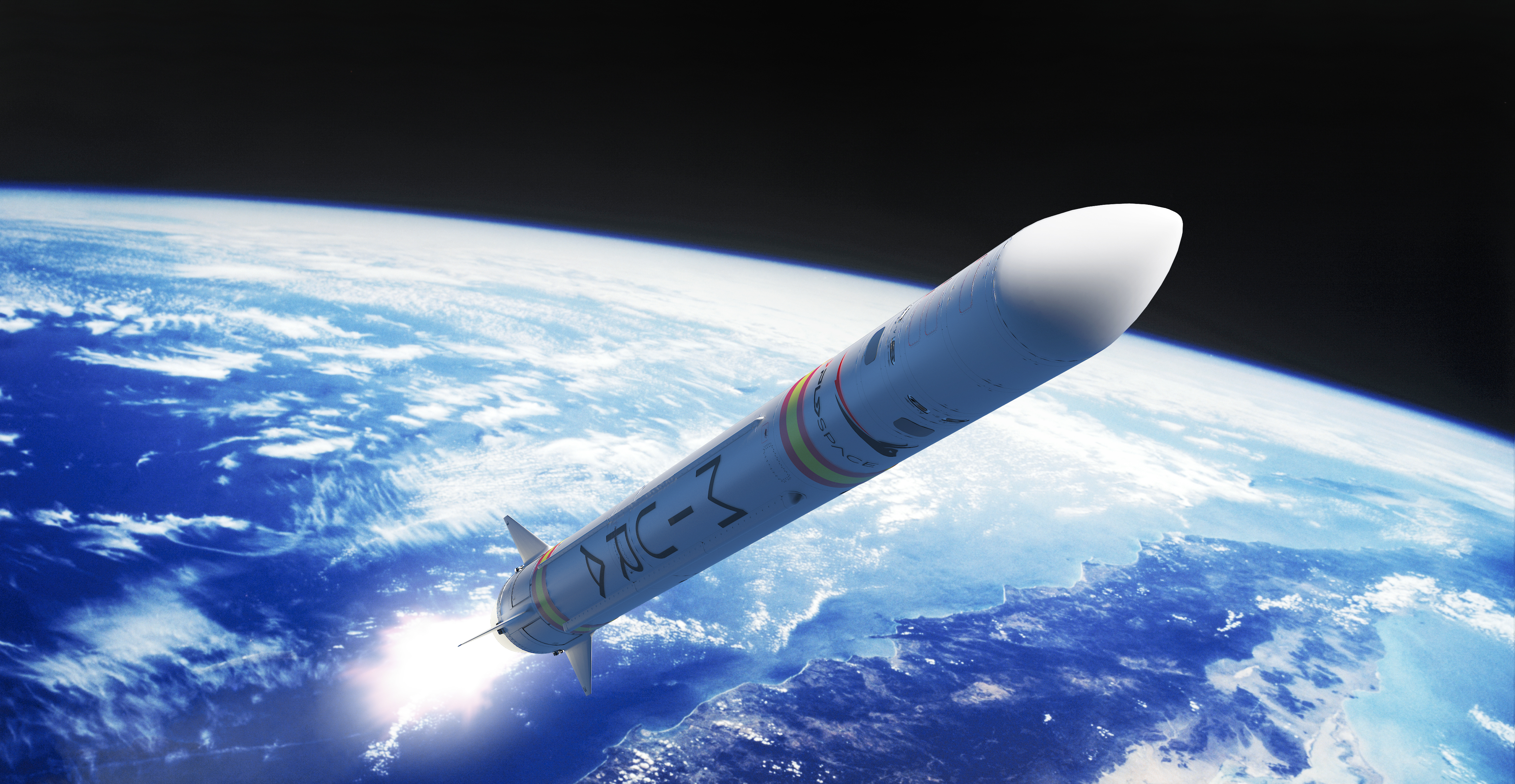
Recreación virtual del cohete Miura 1 de PLD Space fabricado en Elche

El eje Alicante-Elche es un importante nodo económico, industrial y logístico, albergando la sede de importantes empresas como TEMPE (INDITEX) o PLD Space, primera empresa española en construir cohetes espaciales. Otras empresas como Banco Sabadell, Kelme o Panama Jack también tienen su sede en este eje.
Entre ambas ciudades se encuentra el Parque Empresarial de Elche, principal foco industrial de la provincia de Alicante e IFA (Institución Ferial Alicantina).
Por otra parte, en 2018 se fundó el distrito digital (Alicante), donde están instaladas 85 empresas del sector tecnológico.
En el área de Alicante tiene más peso el sector servicios mientras que en Elche el principal sector productivo es el industrial, principalmente el calzado que representa el 39% del total de la producción nacional.
En total, había 64.401 empresas instaladas en el área metropolitana en 2022. Esta cifra es superior a la de provincias enteras como Zaragoza (63.850) o Granada (62.568).

### Sector inmobiliario

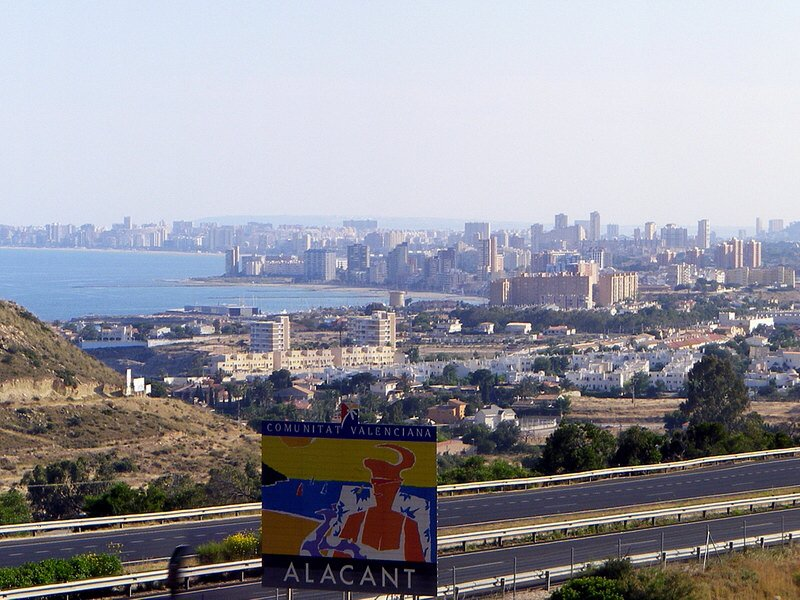
Zona resdencial de El Campello y Alicante

Siendo Alicante la tercera provincia de España en transacciones inmobiliarias (57.946) en 2022 tras Madrid (90.406) y Barcelona (70.721), el peso del sector inmobiliario en el área metropolitana es considerable. 
Durante 2022 se produjeron 18.834 transacciones, una cifra, la del área metropolitana, que es superior a 42 de las 50 provincias de las que consta España, incluidas 6 comunidades autónomas.

## Turismo
El turismo en el entorno metropolitano se basa principalmente en el residencial   y vacacional tanto nacional como extranjero, con importantes destinos para este tipo de turismo como el litoral de Elche, Alicante-Playa de San Juan, El Campello o Santa Pola-Gran Alacant.

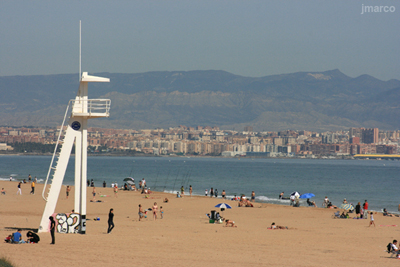
Litoral de Elche. Al fondo, la ciudad de Alicante

En 2022 el área metropolitana albergaba 16.141 plazas de alojamiento reglado que recibieron 1.156.686 viajeros y que dejaron como resultado 2.948.145 pernoctaciones.
Además del turismo vacacional, el puerto de Alicante es puerto base de cruceros y parada habitual de muchas líneas de diferentes navieras. 
El turismo empresarial o de congresos se concentra principalmente en las ciudades de Alicante y Elche y en el entorno de IFA y el parque empresarial de Elche.
| Entidad                           | Pernoctaciones | Viajeros  | Plazas |
| --------------------------------- | -------------- | --------- | ------ |
| Área metropolitana Alicante-Elche | 2.948.145      | 1.156.686 | 16.141 |
| Alicante                          | 2.366.975      | 905.631   | 12.831 |
| Elche                             | 346.753        | 217.182   | 1.744  |
| El Campello                       | 234.417        | 33.873    | 1.566  |

## Ciencia e investigación
El área metropolitana de Alicante-Elche cuenta con la presencia de destacadas instituciones académicas y centros de investigación:

### Universidades

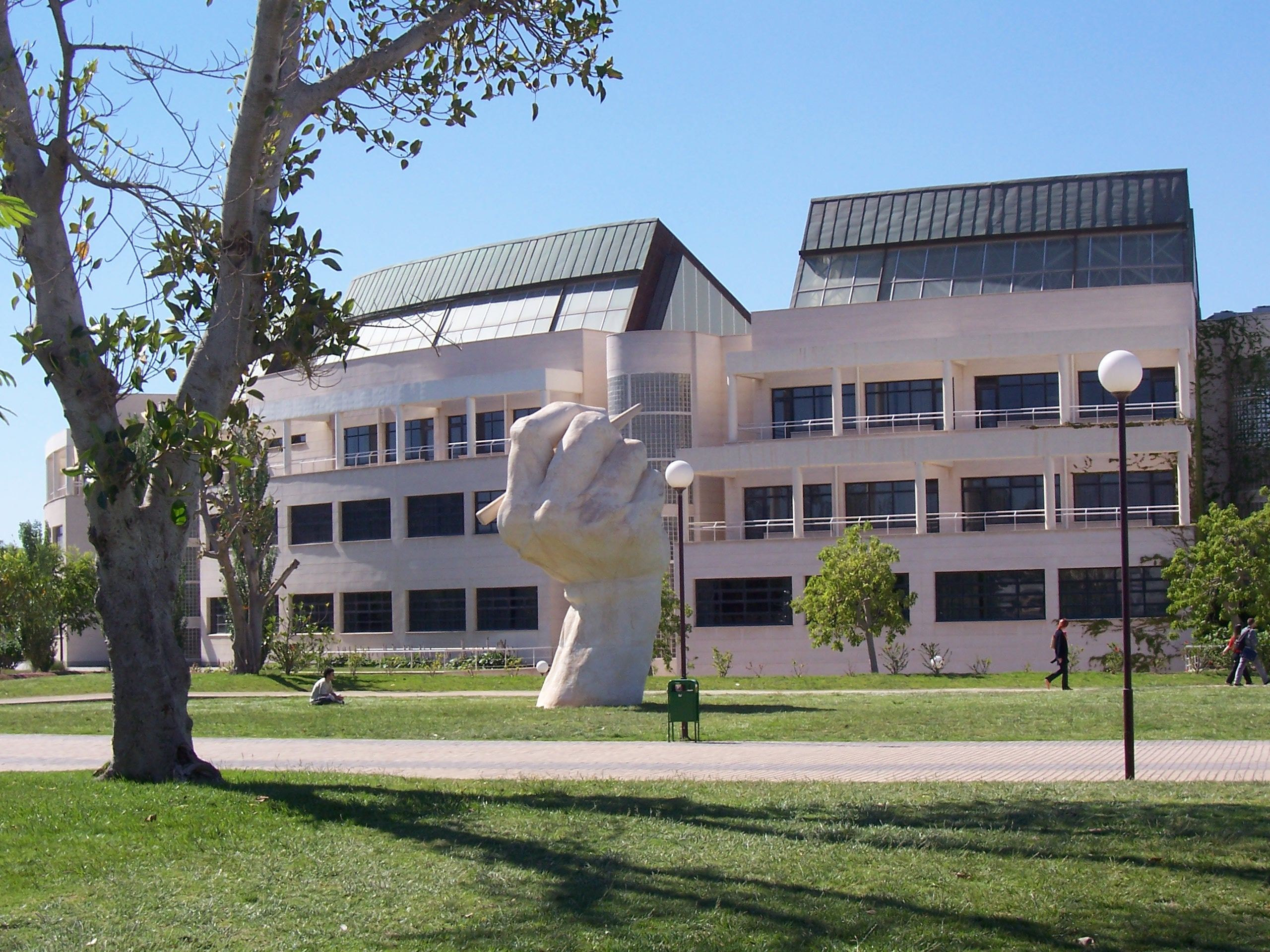
Universidad de Alicante.

La Universidad de Alicante, ubicada en San Vicente del Raspeig, es una institución pública reconocida por su excelencia académica. La universidad ofrece una amplia variedad de programas de grado y posgrado en diversos campos. Además, cuenta con varios departamentos de investigación que abordan una amplia gama de áreas científicas.

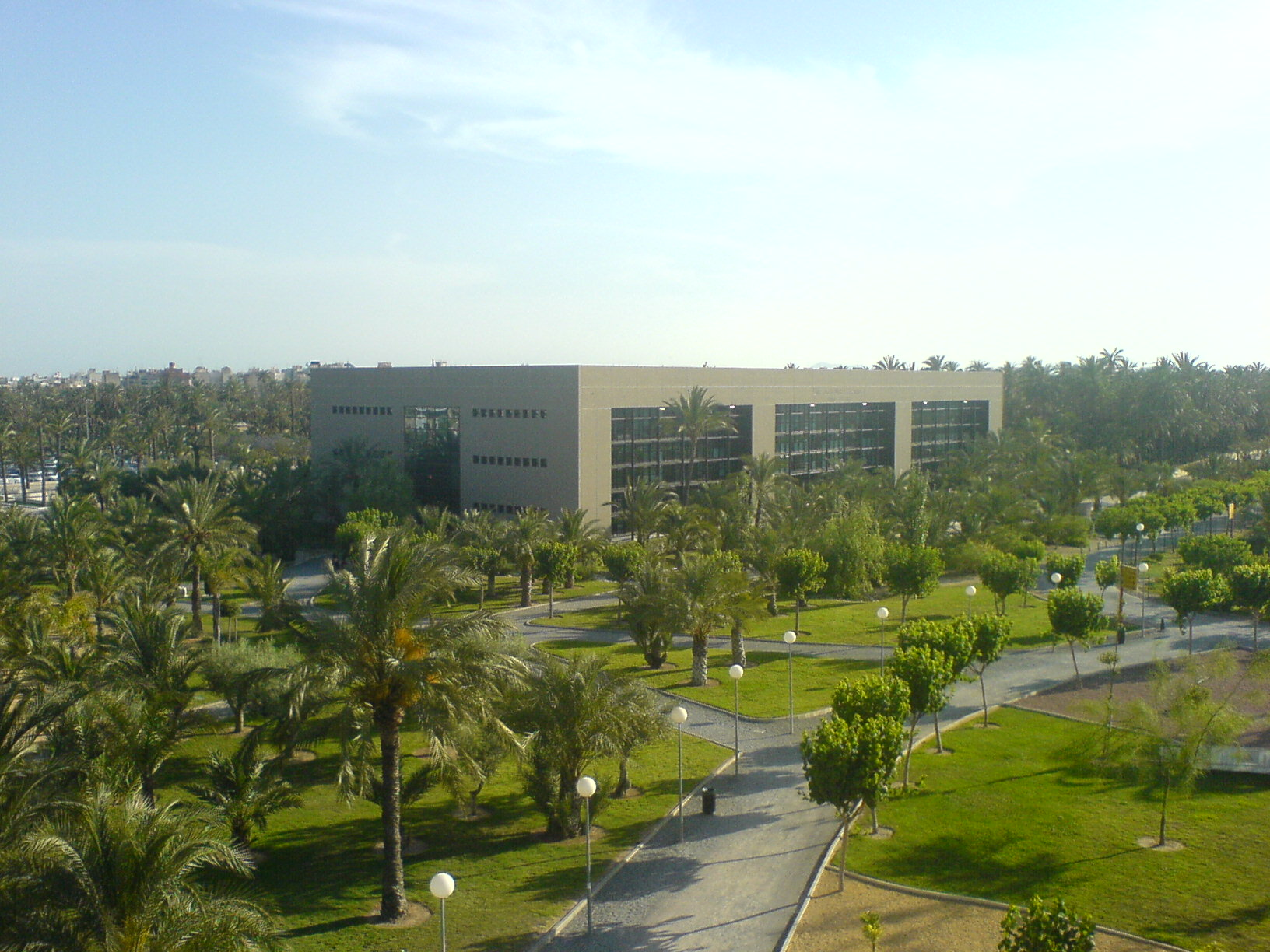
Universidad Miguel Hernández.

La Universidad Miguel Hernández, con campus en Elche y San Juan de Alicante, es otra institución pública que destaca por su compromiso con la investigación. La universidad ofrece programas de grado y posgrado en diversos campos y alberga varios departamentos de investigación. Junto con la Universidad de Alicante, la Universidad Miguel Hernández es un centro de referencia en el ámbito científico en el área metropolitana.
La Universidad CEU Cardenal Herrera fue la primera universidad privada en ubicarse en el área metropolitana, con un campus en Elche, junto al de la UMH. Esta institución destaca por ofrecer una amplia variedad de programas de grado y posgrado en áreas como la salud, la tecnología, la empresa y la comunicación.
La Universidad Europea de Valencia anunció en mayo de 2023 su nuevo campus de Alicante con fecha de apertura en septiembre de 2023, siendo así la cuarta universidad en estar presente en el área metropolitana.

### Centros de investigación

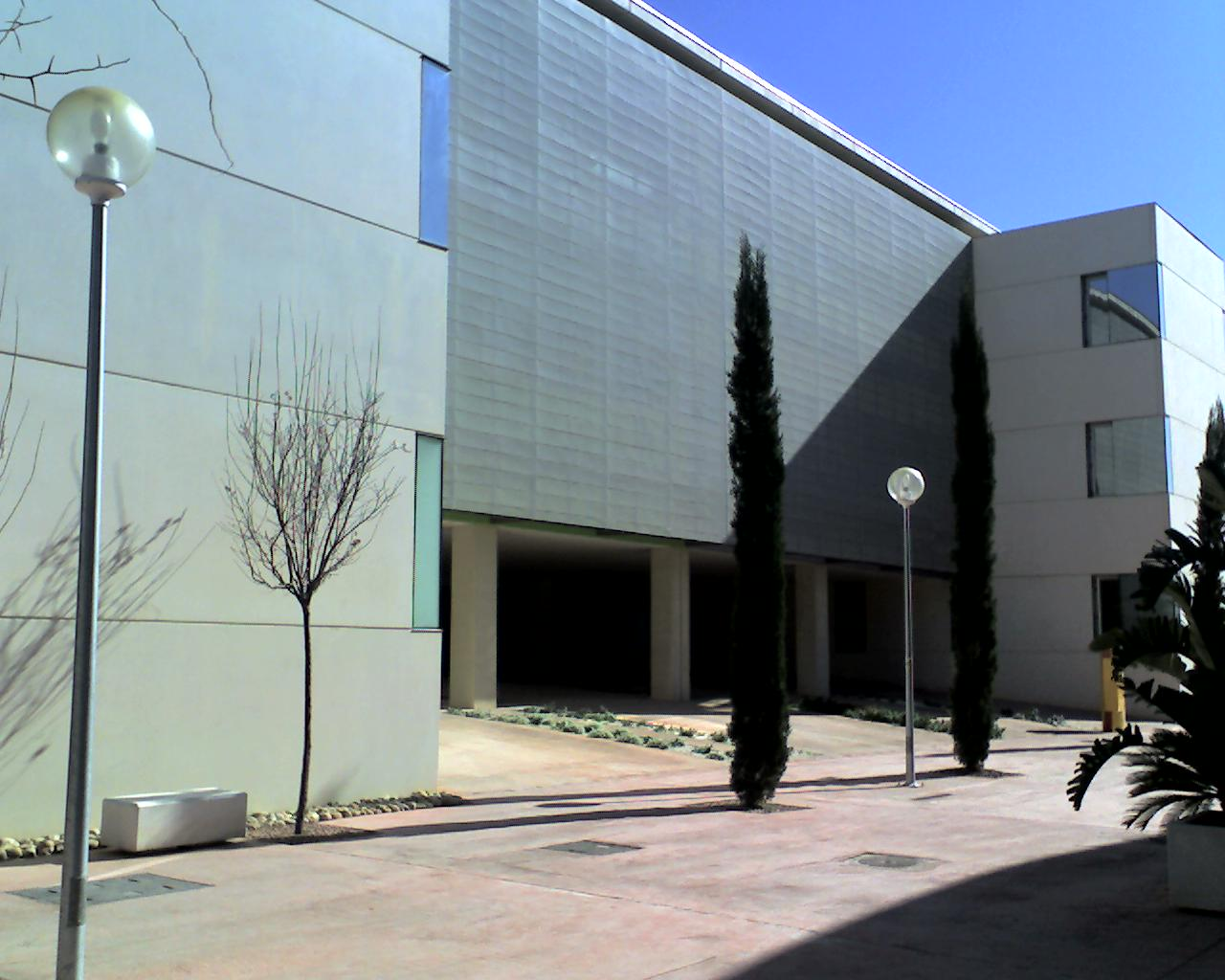
Instituto de Neurociencias de Alicante.

El Instituto de Neurociencias de Alicante (IN) es un centro conjunto del Consejo Superior de Investigaciones Científicas (CSIC) y la Universidad Miguel Hernández de Elche situado en San Juan de Alicante. Este instituto es uno de los principales centros de investigación en neurociencias en España y realiza investigaciones de vanguardia en áreas como la neurobiología, la neurogenética y las neurociencias cognitivas.
El Centro de Investigación del Envejecimiento (ICAR), ubicado en Elche, se centra en el estudio del envejecimiento y las enfermedades relacionadas con la edad. Sus investigaciones contribuyen a comprender los procesos biológicos del envejecimiento y desarrollar estrategias para mejorar la calidad de vida de las personas mayores.
El Centro de Investigación Marina de Santa Pola (CIMAR), perteneciente a la Universidad de Alicante, se dedica a la investigación marina y cuenta con biblioteca especializada, laboratorios de investigación y de enseñanza, entre otras instalaciones.

### Parques científicos
El Parque Científico de Alicante es un espacio ubicado en la zona del campus de la Universidad de Alicante. Este parque tiene como objetivo principal fomentar la colaboración entre empresas, universidades e instituciones de investigación para impulsar el crecimiento económico y tecnológico en la región. Ofrece una amplia variedad de servicios e infraestructuras para apoyar a las empresas y organizaciones que se establecen en él, como servicios de financiación, formación, gestión del talento y comunicación.
El Parque Científico de la Universidad Miguel Hernández es similar al Parque Científico de Alicante, pero está afiliado a la Universidad Miguel Hernández. También tiene como objetivo promover la colaboración entre empresas, universidades e instituciones de investigación para fomentar el crecimiento económico y tecnológico en la región.

## Proyección internacional

### EUIPO

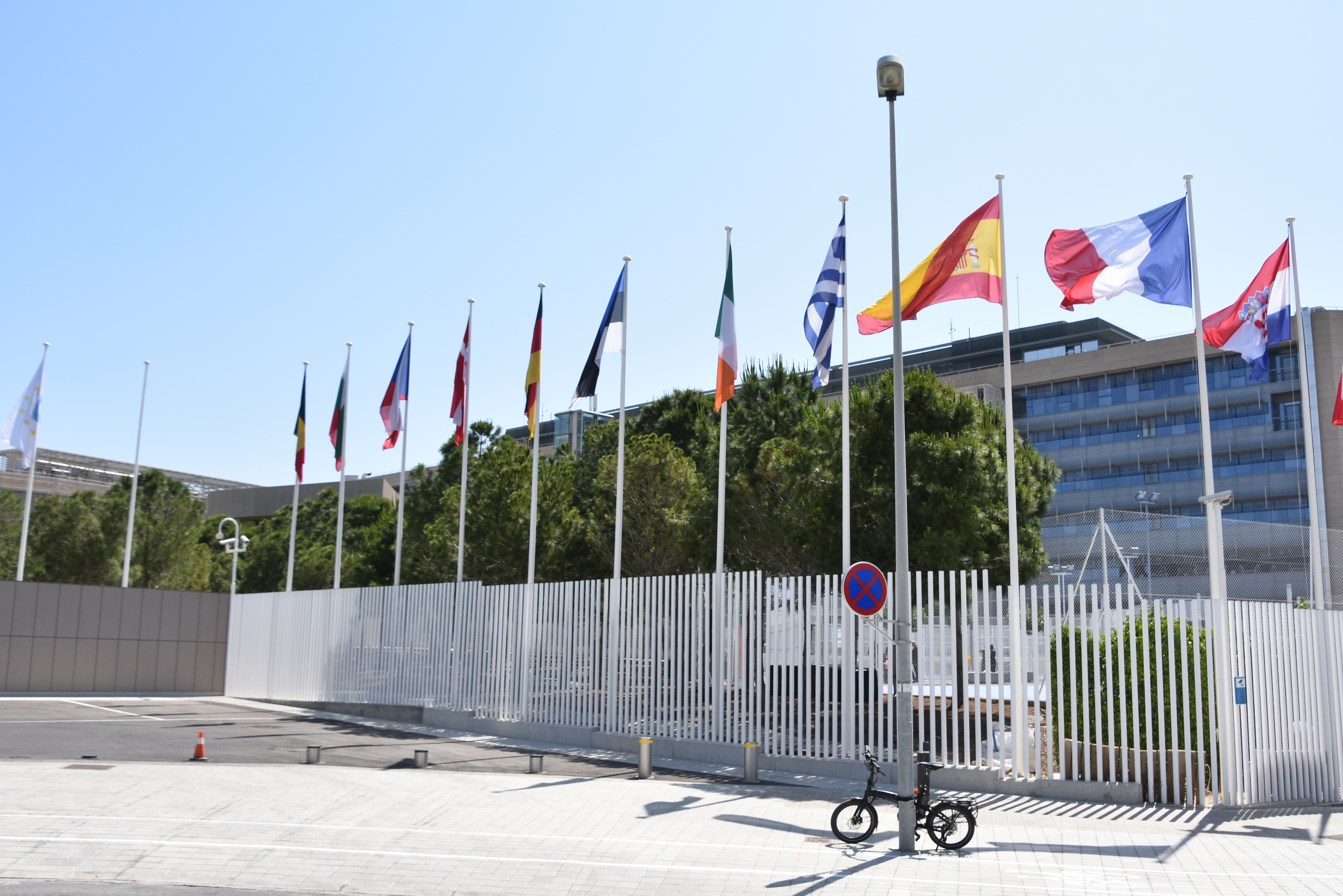
Entrada a la EUIPO con todas las banderas de la Unión Europea

La EUIPO, por sus siglas en inglés, de European Union Intellectual Property Office es la euroagencia que funciona como oficina de la propiedad intelectual de la Unión Europea y en ella trabajan alrededor de 1.100 eurofuncionariosde todos los países de la Unión Europea. 
La EUIPO también alberga el Observatorio Europeo de las Vulneraciones de los Derechos de Propiedad Intelectual. Confiado a la EUIPO en junio de 2012, el observatorio reúne a partes interesadas públicas y privadas que luchan contra la piratería y la falsificación. 
Su sede se encuentra en Alicante y consta de tres edificios de oficinas repartidos en 90.000 m².

### Casa Mediterráneo
Casa Mediterráneo (Alicante) es un consorcio público español promovido por el Ministerio de Asuntos Exteriores, Unión Europea y Cooperación (MAEUEC) y la Agencia Española de Cooperación Internacional para el Desarrollo (AECID).
Casa Mediterráneo forma parte de la Red de Casas de diplomacia pública de España, junto a Casa de América, Casa Asia, Casa Árabe, Casa África y el Centro Sefarad-Israel.
Su objetivo es el de impulsar la realización de actuaciones y proyectos comunes para estrechar vínculos y fomentar la colaboración con otras sociedades de la cuenca mediterránea.

### Volvo Ocean Race

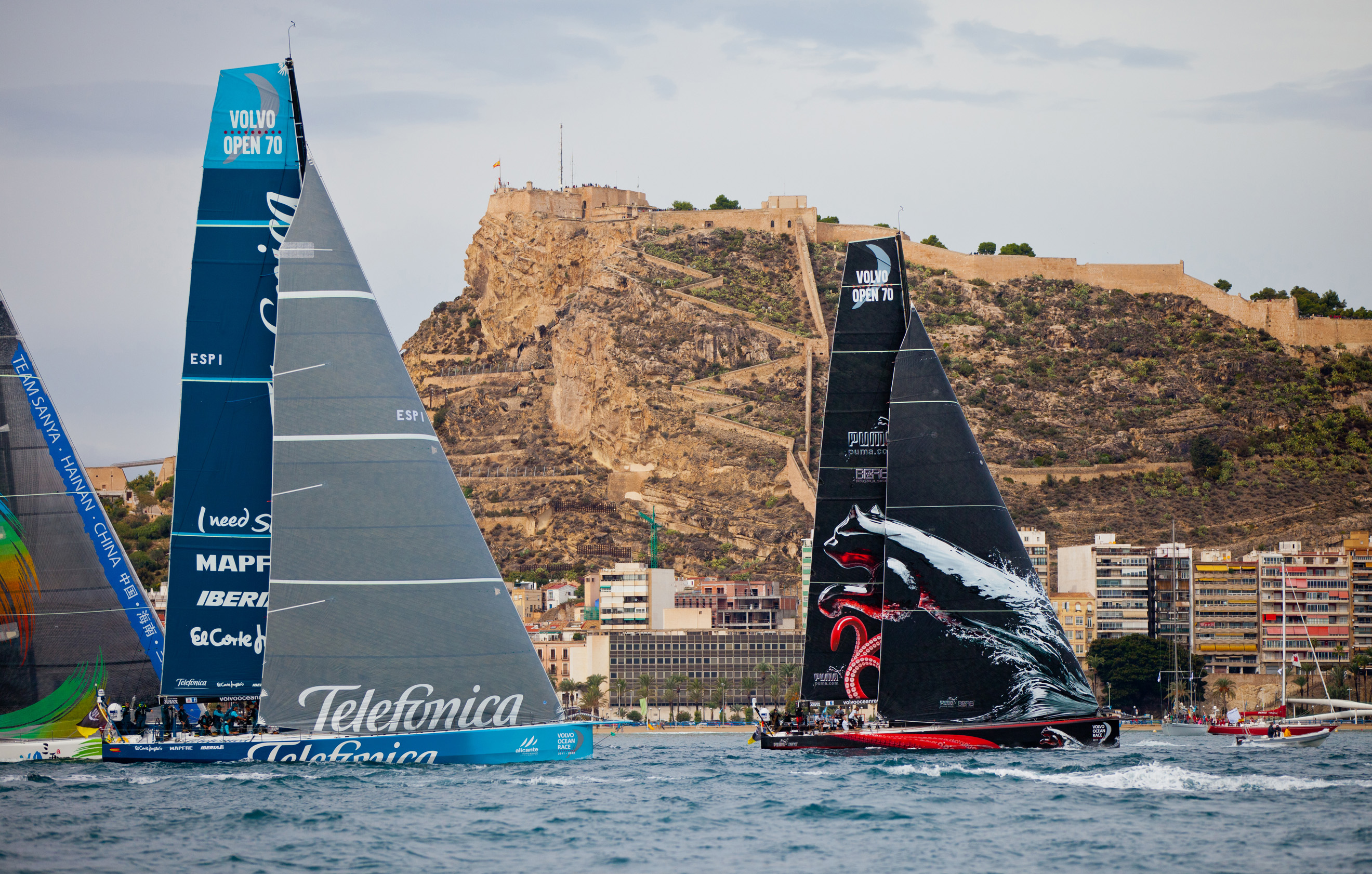
Puerto de Alicante. Autor: Chris Hill / Puma Ocean Racing ©

La Volvo Ocean Race o también conocida como La Vuelta al Mundo a Vela es una regata de vela alrededor del mundo. Se disputó por primera vez en 1973 con el nombre de Whitbread Round the World Race, organizada por la Royal Naval Sailing Association (Comisión Naval de Regatas de la Marina Real británica) con el patrocinio de Whitbread.
Actualmente tiene su sede de salida en Alicante desde las últimas 5 ediciones y también está confirmada para la salida de 2027. En la edición de 2023 el Race Village en el puerto de salida recibió más de 300.000 visitantes, con un pico diario de 81.000 asistentes, se calcula que su impacto estuvo en 71 millones de euros.
También se encuentra en Alicante de forma permanente el museo oficial de la competición.

### Ciudad de la Luz

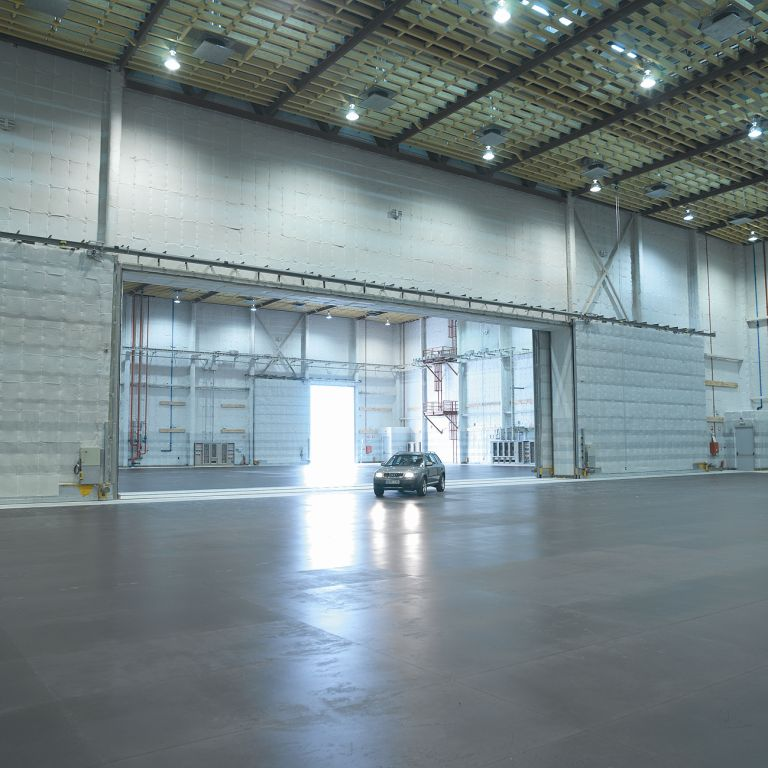
Uno de los 6 platós de cine en Ciudad de la Luz

Ciudad de la luz es un complejo audiovisual de 360 000 m2, dedicado al mundo cinematográfico. Consta de 6 grandes platós, así como también zonas para rodar en exterior y tanques de agua. En él se han rodado películas como Lo Imposible o Asterix y Obelix, entre otras.
En 2023 se adjudicó su explotación a MBS Group, multinacional estadounidense, que trabaja para plataformas o productoras como Netflix, Disney, Warner, Paramount, HBO o Marvel.

### Festival de Cine de Alicante
El Festival de Cine de Alicante es un festival de cine que se celebra desde 2004 en la ciudad de Alicante. Se creó con el fin de apoyar y difundir la cultura cinematográfica y sus diferentes variantes como las secciones de cortometrajes y largometrajes.

## Medio ambiente

### Humedales
En la parte meridional del área metropolitana se encuentra uno de los conjuntos de zonas húmedas más importantes de la península Ibérica: los restos de la antigua albufera de Elche, que incluyen el parque natural del Hondo, el parque natural de las Salinas de Santa Pola y sus conexiones territoriales a través de los humedales de Els Carrissars y el Hondo de Amorós. Este sistema se complementa con el saladar de Agua Amarga y el Clot de Galvany.

### Sierras
Además de estas zonas húmedas, el entorno metropolitano de Alicante-Elche cuenta con otros elementos destacados. Entre ellos se encuentran la sierra de Santa Pola, los embalses de Elche y Tibi, que constituyen hitos paisajísticos, y las elevaciones de las sierras de Colmenares, Maigmó, Crevillente y Cabezón de Oro, entre otros.

### Zonas verdes
El palmeral de Elche, declarado Patrimonio de la Humanidad, es el huerto botánico de palmeras más grande de Europa y uno de los más grandes el mundo. Está compuesto por 67 huertos que contienen alrededor de 45,000 palmeras datileras y cubre una superficie de 144 hectáreas. Como complemento al palmeral, se encuentra el parque Huerto del Cura. Se trata de un jardín, también ubicado en Elche, famoso por sus palmeras y su gran variedad de especies botánicas.

### Isla de Tabarca

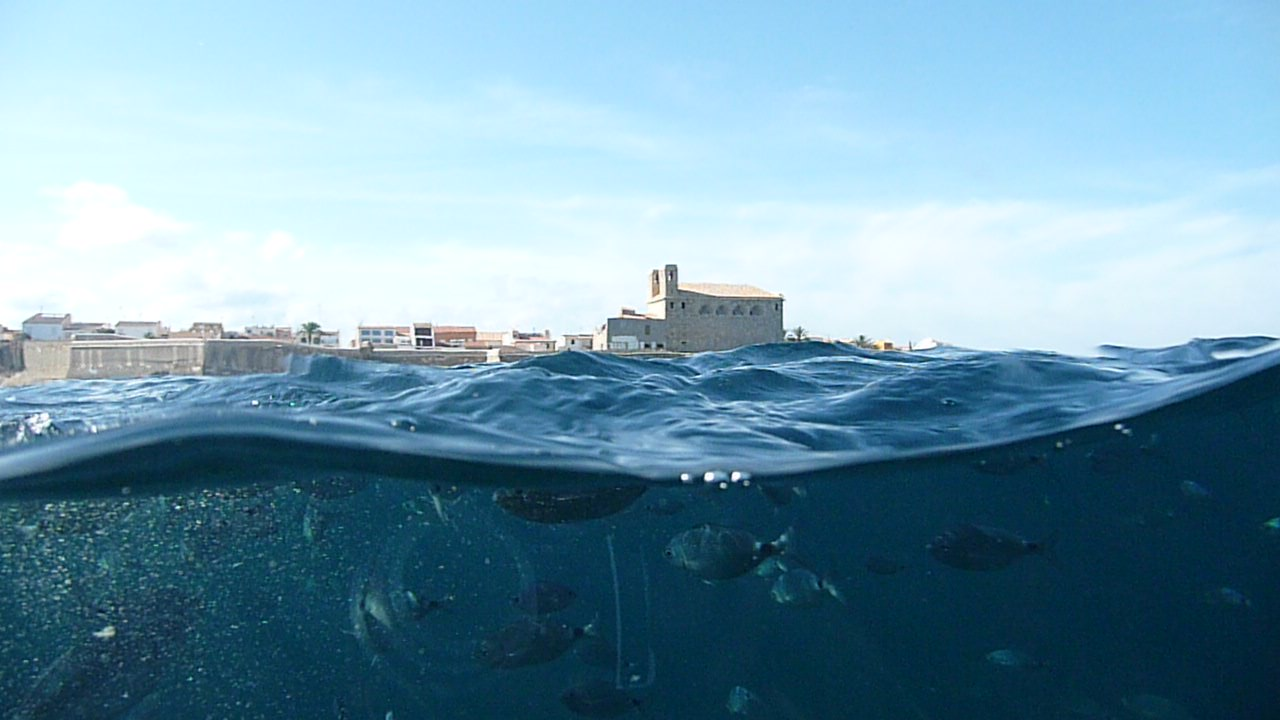
Isla de Tabarca

La isla de Tabarca, pertenece al municipio de Alicante y se encuentra frente a la costa de Santa Pola, es la única isla habitada de la Comunidad Valenciana y fue la primera reserva marina establecida en España. En momentos muy puntuales a lo largo de la historia, se han avistado e incluso cazado, grandes tiburones blancos en su entorno.

## Interacciones
El área metropolitana Alicante-Elche se encuentra enclavada en la provincia de Alicante que es la cuarta más poblada de España con 1.965.052 habitantes (2023), siendo muy densamente poblada, con una distribución de los núcleos de población muy policéntrica. Esto hace que el área tenga interacciones o solapamientos con otras áreas, como la conurbación Elda-Petrel o las áreas urbanas de Benidorm y Torrevieja. 
Así pues, la Unión Europea considera que las citadas áreas urbanas podrían conformar en el futuro un área aún mayor integrada. De hecho, ESPON (Observatorio europeo para la cohesión y el desarrollo territorial) ya consideraba en 2007 que el área de Elda-Petrel formaba parte del área Alicante-Elche.
Además también establece importantes sinergias económicas y laborales con el área metropolitana de Murcia, que se encuentra muy próxima y con la que comparte una red de ferrocarriles de Cercanías RENFE y otra de servicios de alta velocidad ferroviaria RENFE Avant, conformando un área de influencia conjunta aún mayor. 
En el siguiente mapa que muestra las zonas urbanizadas en 2018, se pueden apreciar las sinergias que tiene el área metropolitana con estas otras áreas urbanas contiguas. Así como también, poner en contexto el papel tanto del área metropolitana de Alicante-Elche como de su área de influencia conjunta respecto a otras grandes áreas metropolitanas de España.                                

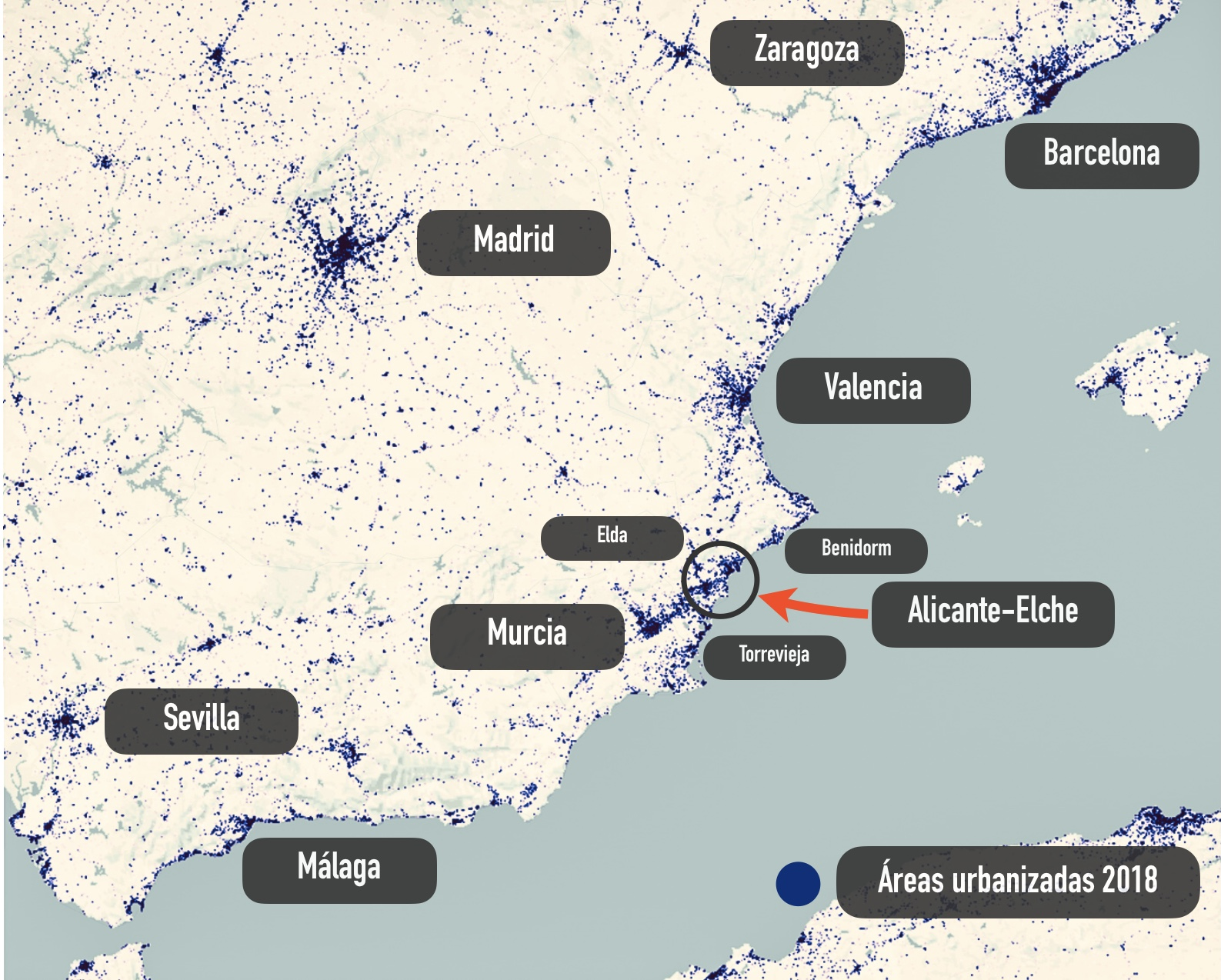
Infografía de zonas urbanizadas en diferentes áreas urbanas. CNIG CORINNE LAND COVER 2018

### Conurbación Alicante-Murcia
Con base en estas interacciones y según algunos estudios, el área metropolitana de Alicante-Elche estaría a su vez integrada en una conurbación mayor formada por las áreas de Benidorm, Elche, Alicante, Murcia y Cartagena. Está conurbación tendría una población de unos 2,4 millones de habitantes en 2022.
Cada día laborable, 87.000 personas se mueven entre las provincias de Alicante y Murcia en viaje de ida y vuelta.
A diferencia de las aglomeraciones donde hay una fuerte centralidad, este tipo de conurbaciones, como es el caso del eje Alicante-Murcia se caracterizan por su macrocefalia.

### Contexto
Si tenemos en cuenta que en España son las Comunidades Autónomas las que tienen las competencias en la gestión de áreas metropolitanas y lo que estas establecen, las cuatro primeras (Madrid, Barcelona, Valencia y Sevilla) superan el millón y medio de habitantes, mientras que Alicante-Elche sería la séptima más poblada.
Si tenemos en cuenta que en España son las Comunidades Autónomas las que tienen las competencias en la gestión de áreas metropolitanas y lo que estas establecen, las cuatro primeras (Madrid, Barcelona, Valencia y Sevilla) superan el millón y medio de habitantes, mientras que Alicante-Elche sería la séptima más poblada.
En la siguiente tabla se observa la evolución de las áreas metropolitanas españolas que ocupan los puestos del 5° al 9° según la definición de sus comunidades autónomas. Alicante-Elche ha ganado 160.393 habitantes en dos décadas, otras como Bilbao o Asturias pierden habitantes. Esto le ha permitido subir una posición y ganar peso en el contexto de las áreas metropolitanas españolas.  
| Área metropolitana | Pos. | 2022    | Inc. 1a | Inc. 20a | Pos. | 2021    | Pos. | 2002    |
| ------------------ | ---- | ------- | ------- | -------- | ---- | ------- | ---- | ------- |
| Málaga             | 5°   | 926.590 | +8.791  | +180.313 | 5°   | 917.799 | 7°   | 746.277 |
| Bilbao             | 6°   | 900.420 | -4.551  | -4.478   | 6°   | 904.423 | 5°   | 904.898 |
| Alicante-Elche     | 7°   | 849.053 | +7.349  | +160.393 | 7°   | 841.704 | 8°   | 688.660 |
| Asturias           | 8°   | 799.223 | -5.950  | -33.298  | 8°   | 805.173 | 6°   | 832.521 |
| Zaragoza           | 9°   | 757.389 | -1.252  | +94.218  | 9°   | 758.641 | 9°   | 663.171 |

## Aspectos demográficos
El entorno metropolitano de Alicante-Elche se ha caracterizado por un fuerte crecimiento demográfico durante las últimas décadas, propiciado en gran medida por la llegada de inmigración extranjera, ya sea por motivos laborales o puramente residenciales. De hecho, Alicante es la provincia de España con mayor porcentaje de población extranjera, de tal forma que muchos de los municipios del área metropolitana tienen importantes porcentajes de población foránea como se aprecia en las siguientes tablas.  
A fecha de 1 de enero de 2022 residían en el área metropolitana 161.380 habitantes nacidos en el extranjero, un 19% de la población, de los cuales 63.569 procedían de América, 54.876 eran europeos y 34.242 tenían como origen el continente africano. A continuación se detallan también las principales nacionalidades del área metropolitana.    
| Municipio               | %    |
| ----------------------- | ---- |
| San Fulgencio           | 66,2 |
| Hondón de los Frailes   | 53,4 |
| Hondón de las Nieves    | 38,5 |
| Busot                   | 36,5 |
| Aguas de Busot          | 29,2 |
| Santa Pola              | 25,6 |
| Catral                  | 24,9 |
| El Campello             | 24,1 |
| Alicante                | 22,0 |
| Dolores                 | 20,1 |
| Torremanzanas           | 18,9 |
| San Juan de Alicante    | 18,6 |
| TIbi                    | 15,8 |
| Muchamiel               | 15,3 |
| Crevillente             | 15,0 |
| Elche                   | 14,6 |
| San Vicente del Raspeig | 11,1 |
| Agost                   | 10,2 |
| Jijona                  | 9,8  |
| Aspe                    | 9,2  |

| Nacionalidad | Población |
| ------------ | --------- |
| Colombia     | 17 502    |
| Marruecos    | 17 406    |
| Reino Unido  | 11 664    |
| Argentina    | 11 663    |
| Argelia      | 11 298    |
| Venezuela    | 7 344     |
| Francia      | 7 293     |
| Ecuador      | 7 022     |
| Rumania      | 5 799     |
| Rusia        | 4 770     |
| China        | 4 595     |
| Alemania     | 3 599     |
| Ucrania      | 3 502     |
| Cuba         | 3 109     |
| Italia       | 2 599     |
| Uruguay      | 2 491     |
| Paraguay     | 2 524     |
| Brasil       | 2 410     |
| Perú         | 1 786     |
| Senegal      | 1 604     |

.

## Proyectos futuros

### Conexión ferroviaria con el aeropuerto

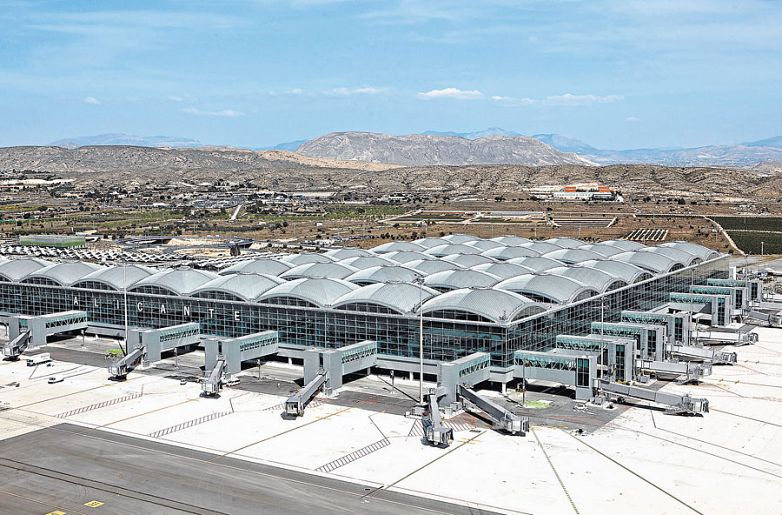
NAT Aeropuerto Alicante-Elche

Actualmente el aeropuerto de Alicante-Elche, es el mayor aeropuerto peninsular de Europa sin ningún tipo de conexión ferroviaria. La nueva área terminal (NAT) en servicio se construyó dejando un espacio subterráneo para la futura estación que todavía está inutilizado.
Existen varios proyectos para realizar esta conexión, por una parte está el futuro tranvía de Elche y también ha habido propuestas para llevar el TRAM Metropolitano de Alicante hasta allí, aunque la propuesta más avanzada es la de enlazar el aeropuerto con la actual línea C1 de Cercanías RENFE que circula a escasos 600 metros de la terminal.
Este proyecto se encuentra en fase de redacción y forma parte de la variante de Torrellano, teniendo como plazo de finalización 2027.

### Estación central de Alicante

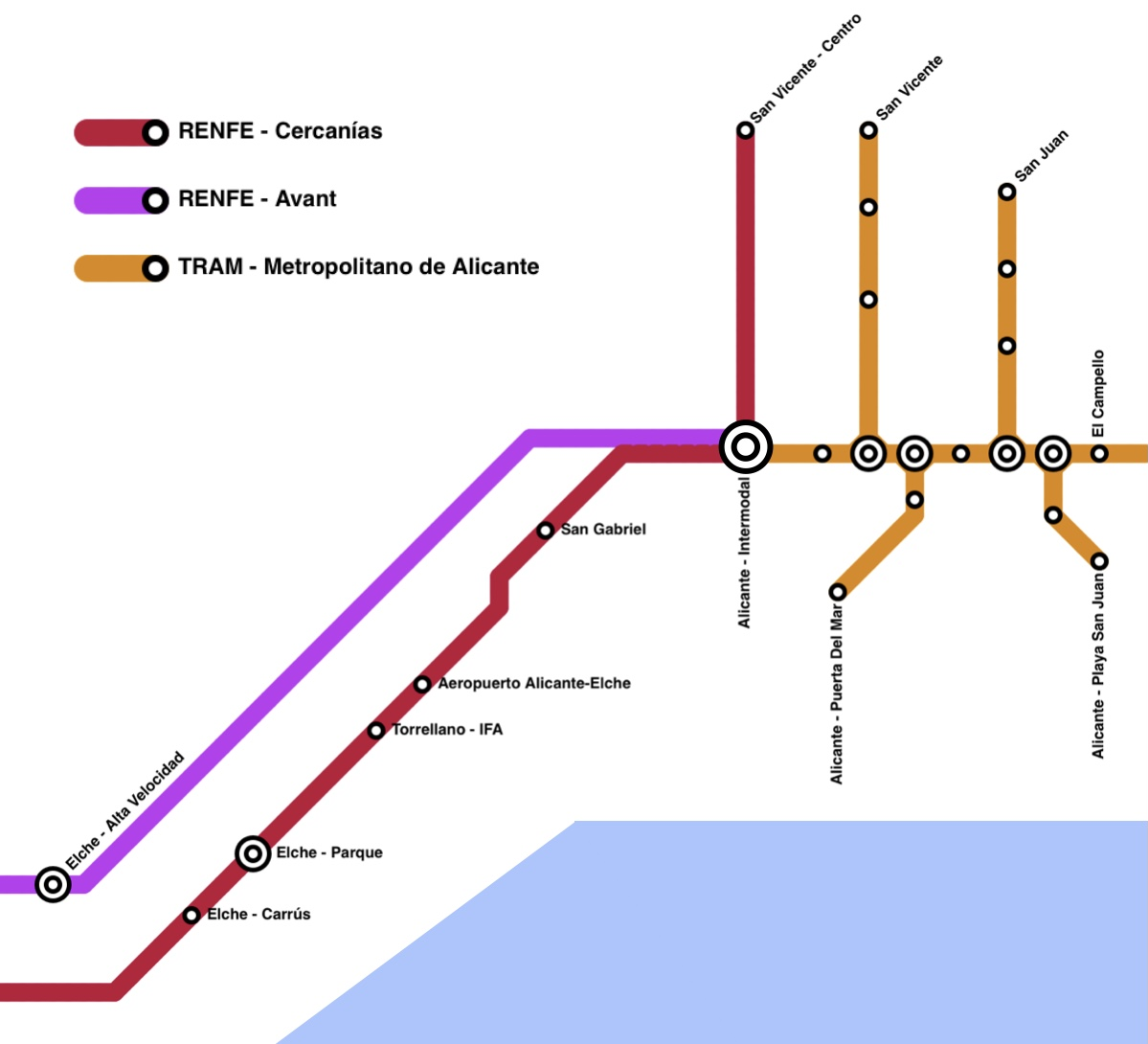
Esquema de operadores ferroviarios (2027)

Se trata de la construcción de la estación central del TRAM Metropolitano de Alicante en el mismo emplazamiento que la actual estación de ADIF, Alicante-Término, donde operan los trenes de cercanías y alta velocidad, fomentando así la movilidad entre las dos redes ferroviarias metropolitanas existentes. Pudiendo así hacer transbordo en ferrocarril metropolitano desde Murcia o Elche a Benidorm con solo bajarse de un tren y subir a otro.  

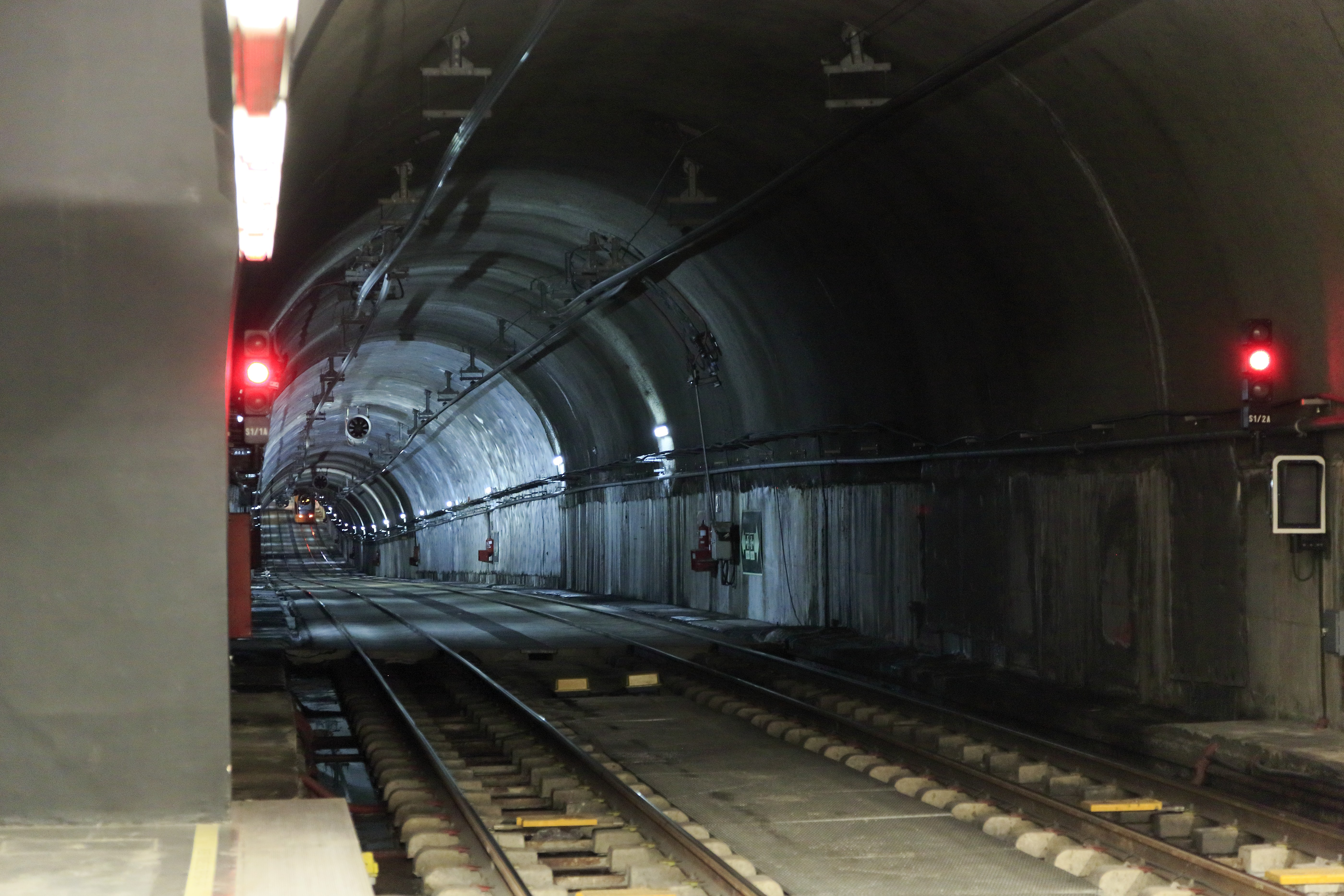
Actual túnel del TRAM en Luceros que llegará hasta la nueva estación

De esta forma, habrá conexión directa entre las líneas: 
- Avant

- Cercanías RENFE:

- Metropolitano de Alicante:

Para construir la estación habrá que terminar el túnel que une la actual estación de Luceros, que ahora es cabecera de esas líneas, con la nueva estación.
Esta nueva estación intermodal que será subterránea, constará de un vestíbulo intermedio y una segunda planta también subterránea donde se encontrarán 2 andenes centrales y 4 vías, permitiendo transbordos rápidos en el mismo andén y aumentará la capacidad de la red, permitiendo más frecuencias. 
El proyecto está licitado por 132 millones de euros y se prevé que esté listo en 2027.

### Tranvía de Elche
Existe un proyecto para implantar el tranvía en Elche, enlazando los puntos estratégicos de su área urbana en una primera fase de 13,5 km y 20 paradas, para entroncar posteriormente con el TRAM Metropolitano de Alicante en una segunda fase.
Este último proyecto presentado tiene como fecha de finalización 2027.

### Nuevo emplazamiento dePLD Space

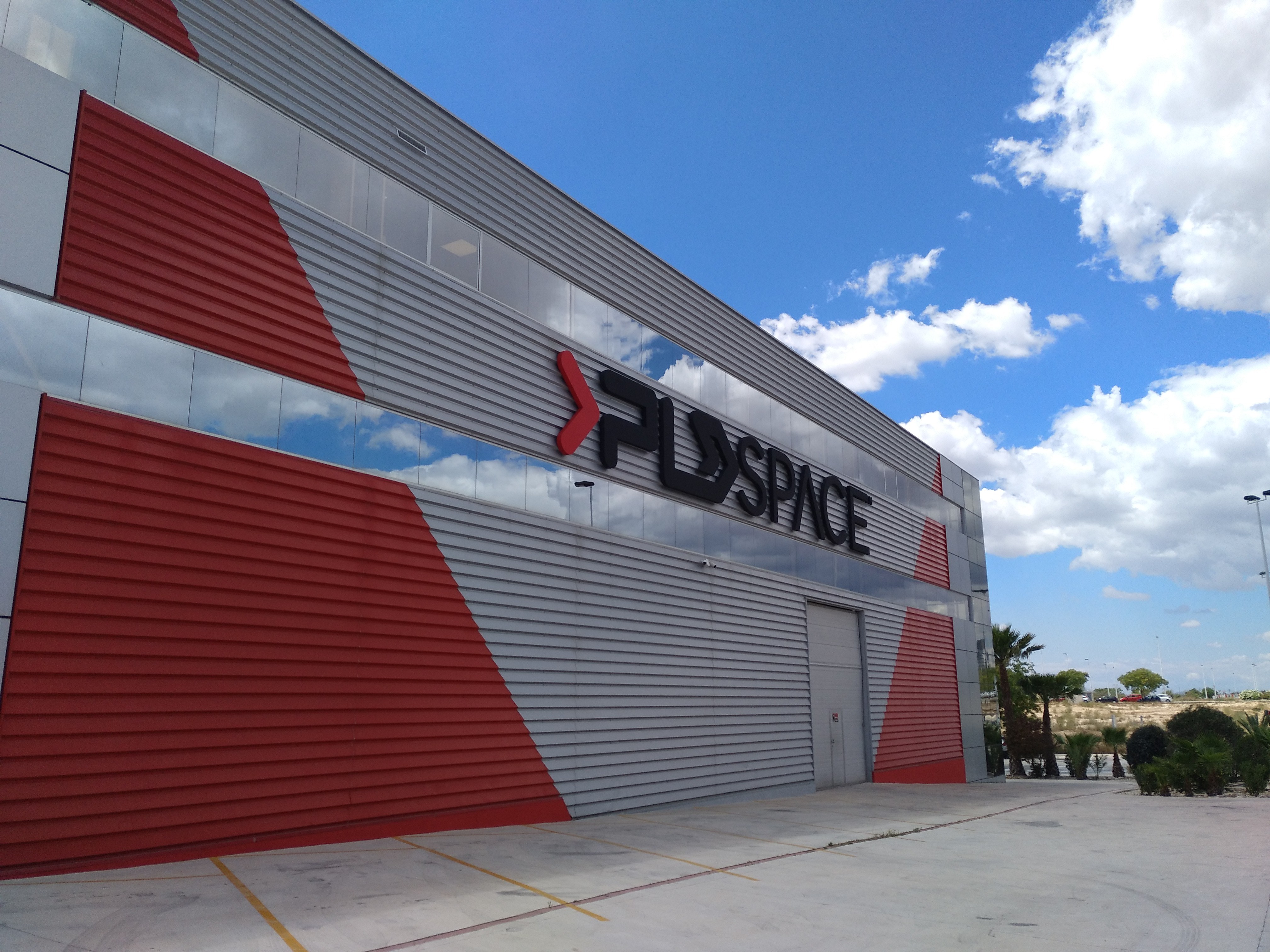
Sede de PLD Space en Elche

PLD Space, empresa del sector aeroespacial dedicada al diseño y fabricación de cohetes espaciales reutilizables, va a desarrollar su ampliación en un nuevo emplazamiento junto a IFA (Institución Ferial Alicantina) y el aeropuerto. 
En este nuevo emplazamiento pretende construir una segunda nave para su producción y poder captar clientes tanto públicos como privados que necesiten enviar satélites al espacio. 
Este proyecto se ha considerado como Proyecto Estratégico Territorial (PET) por la Generalidad Valenciana que considera que cumple con algunos de los objetivos esenciales del PATAE como son convertir el área metropolitana de Alicante y Elche en el gran nodo de centralidad del sudeste peninsular, crear un entorno territorial favorable para la innovación y mejorar las conectividades externas e internas del territorio.

### Segunda pista del aeropuerto
En 2023 y debido al aumento de tráfico en el aeropuerto se ha reabierto el debate de la construcción de una segunda pista en el aeropuerto. La Conferencia de Empresarios de la Comunidad Valenciana se reunió con AENA para reclamar esta infraestructura.
Según el DORA (Documento de Regulación Aeroportuaria), el campo de vuelos del aeropuerto de Alicante-Elche es el más saturado en el horizonte de 2026, lo que justificaría esta inversión. 

### Línea 6 del TRAM Metropolitano de Alicante
Una nueva línea tranviaria que unirá Alicante con San Juan de Alicante y Muchamiel, finalizó su periodo de alegaciones en julio de 2023. Este nuevo ramal unirá estas dos poblaciones a la red metropolitana de transporte ferroviario. El nuevo ramal en estudio consta de 6 nuevas paradas y en esta primera fase llegará hasta San Juan de Alicante únicamente.

## Debilidades

### Déficit hídrico y cambio climático

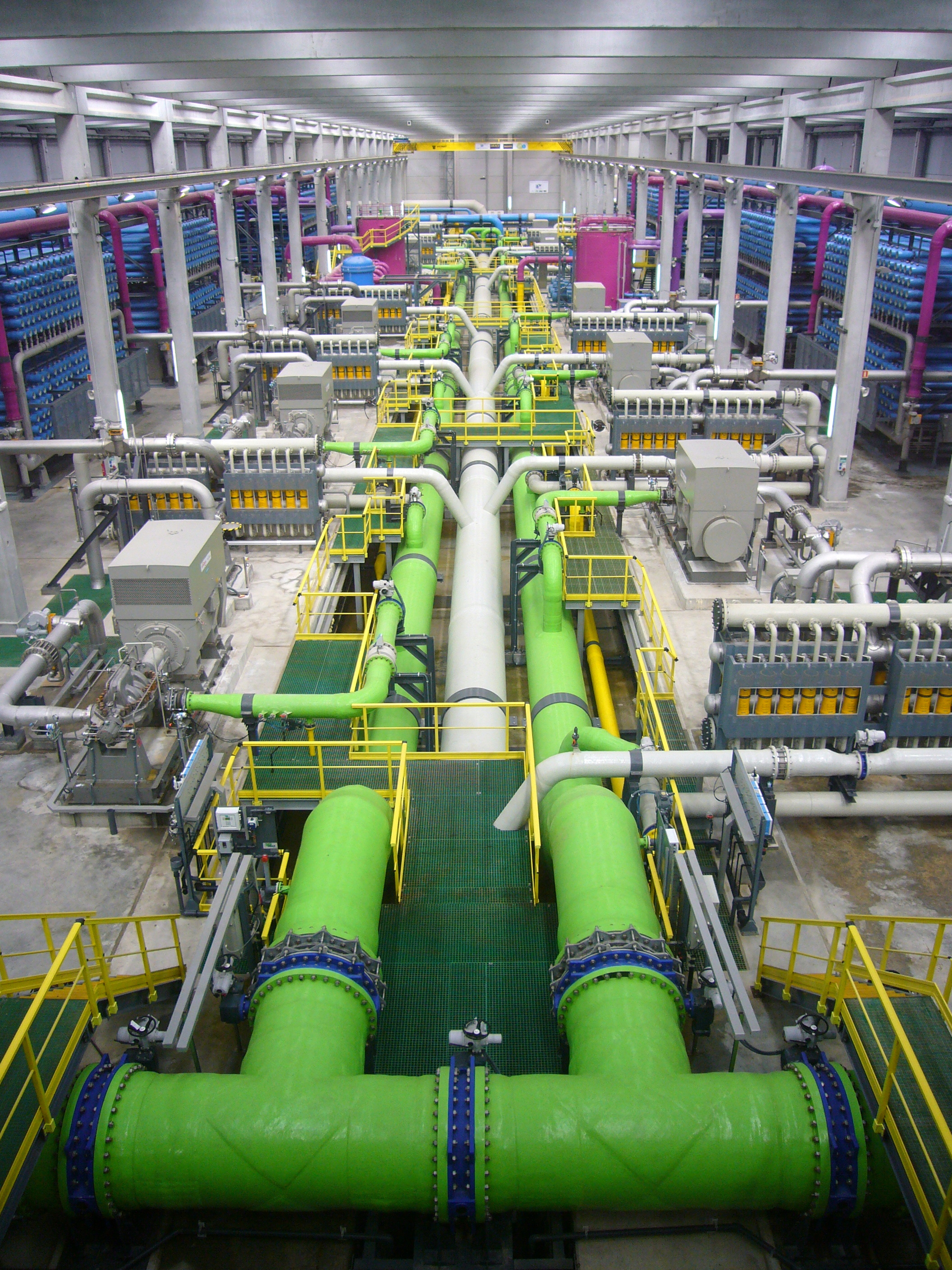
Planta desalinizadora

En 2016 se calculó que la demanda de agua de la provincia de Alicante asciende a unos 1.300 hm3, mientras que la totalidad de los recursos disponibles ascienden a 655 hm3. Este hecho hace que el uso de los recursos hídricos dependa de trasvases fluviales, construcción de más plantas desalinizadoras y volumen de precipitaciones. 
Todo esto, junto con la expansión urbanística, acelera el proceso de disminución del suelo dedicado al sector primario en el área metropolitana. Afectando a economías locales dedicadas a este sector. También pone en peligro la supervivencia de los distintos parajes naturales de la zona.
El cambio climático está acelerando la desertificación, provocando más inundaciones y cambiando el patrón de la demanda turística hacia meses con una temperatura más suave, además de poner en peligro el actual nivel del mar en zonas costeras.

### Renta per cápita

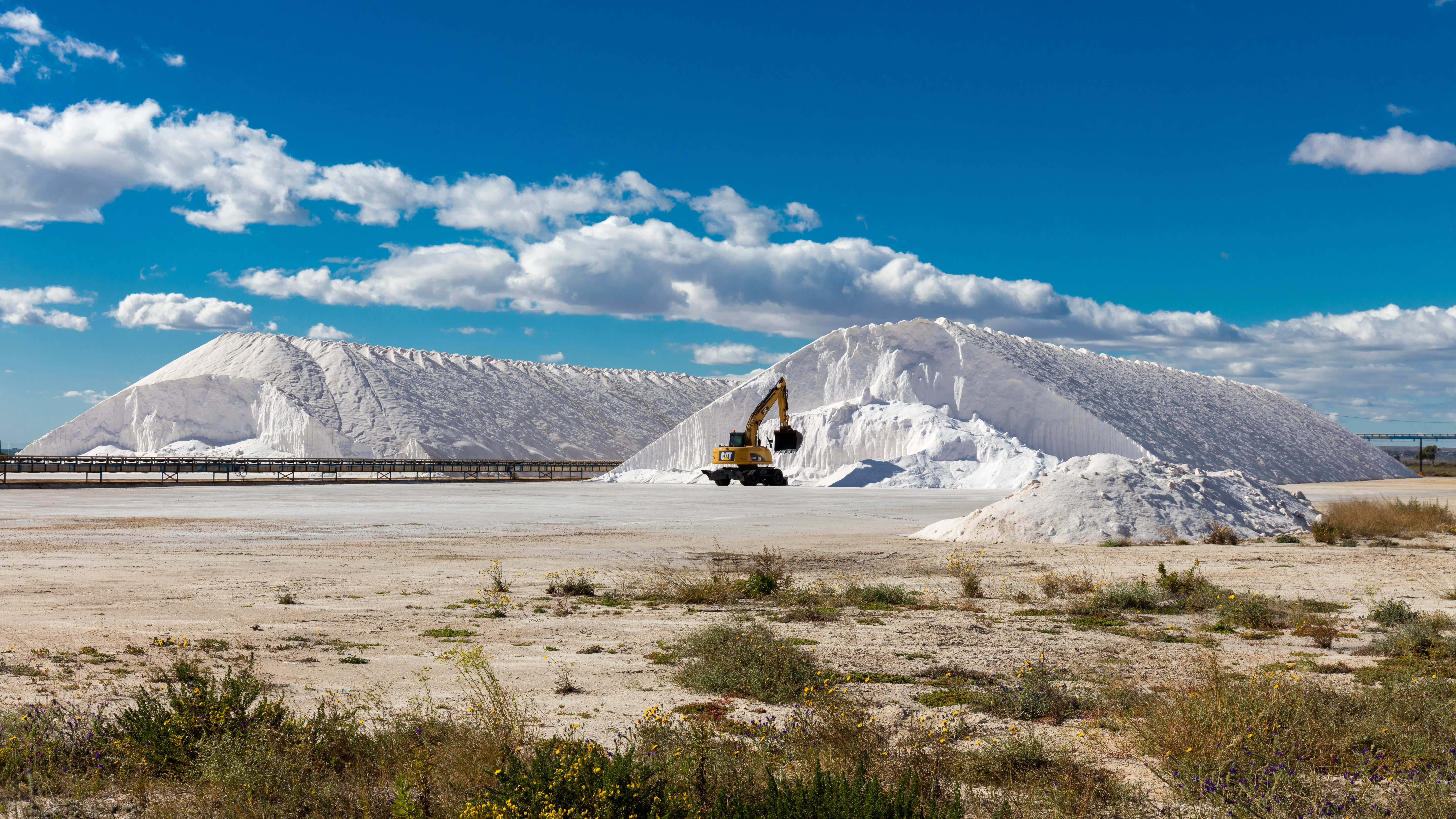
Fábrica de sal en Santa Pola

Debido al tejido productivo del área metropolitana, con un sector industrial todavía muy tradicional y muy enfocado al turismo, al sector servicios, a la construcción y al sector inmobiliario, hay algunos enclaves del área metropolitana con una renta per cápita muy inferior a la media nacional. 
Mientras que municipios como El Campello (30.292 €), Muchamiel (28.367 €), San Juan de Alicante (28.553 €) o Alicante (28.044 €) tenían en 2019 una renta per cápita superior a la media nacional (26.444 €), otros como Hondón de los Frailes (16.803 €) o San Fulgencio (16.965 €), no llegaban por mucho a la media.

### Déficit de inversiones públicas
El fuerte crecimiento poblacional ha hecho que tradicionalmente las inversiones públicas en la zona hayan ido muy por detrás de este crecimiento. Esto provoca que en el área metropolitana haya un déficit histórico de infraestructuras y servicios públicos. De hecho, en 2023, la provincia de Alicante volvió a estar a la cola en España respecto a inversiones por habitante.